# Наукова бібліотека Інституту політичних і етнонаціональних досліджень ім. І. Ф. Кураса НАН України
Наукова бібліотека Інституту політичних і етнонаціональних досліджень ім. І. Ф. Кураса НАН України — науково-дослідна та інформаційна установа.

## Історія
Заснована у 1928 як бібліотека Комісії з Жовтневої революції і громадянської війни в Україні, після того зазнавала зміни назв, як бібліотека:
- Українського філіалу Інституту Маркса-Енгельса-Леніна при ЦК ВКП(б) — З 1939,
- Інституту історії партії при ЦК Компартії України та Українському філіалі Інституту марксизму-ленінізму при ЦК КПРС — з 1956
- Інституту політичних досліджень при ЦК КПУ — з 1990
- Інституту національних відносин і політології АН України — з 11 грудня 1991.

З 5 листопада 1997 — наукова бібліотека Інституту політичних і етнонаціональних досліджень НАН України.

## Бібліотечний фонд
Бібліотечний фонд нараховує близько 120 тис. примірників, в тому числі:
- книжковий фонд — 93 тис.,
- періодичні видання — 27 тис. , в т.ч. журнали «Киевская старина», «Наше минуле» (1917–1918), «Літопис революції».

Фонд містить також дисертації з історії Компартії України та зі спеціальності «Політичні інститути та процеси».
Наукову цінність має «Женевський фонд» (нелегальні видання різних партій до 1917 року).
З 1992 фонд в основному комплектується за тематикою:
- національні відносини в Україні, прогнозування їхнього розвитку,
- теоретичні, правові, соціально-політичні та етнопсихологічні механізми регулювання міжнаціональних конфліктів,
- історичні, соціально-політичні та культурологічні проблеми розвитку національних та етнічних груп в Україні,
- українці за рубежем в місцях компактного проживання,
- проблеми етнополітології в зарубіжному українознавстві,
- теоретичні та прикладні проблеми політології,
- політичні партії, громадські рухи, міжнаціональні проблеми в Україні.